# Reissantia
Reissantia N.Hallé – rodzaj roślin należący do rodziny dławiszowatych (Celastraceae R. Br.). Obejmuje co najmniej 4 gatunki występujące naturalnie w Afryce, na Madagaskarze, w Indiach oraz Azji Południowo-Wschodniej.

## Morfologia
PokrójPnącze bądź liany o nagich lub owłosionych pędach.
LiścieNaprzeciwległe, całobrzegie, ząbkowane lub z drobnymi zaokrąglonymi ząbkami.
KwiatyZebrane w kwiatostany. Kwiaty są obupłciowe.
OwocePodłużnie spłaszczone torebki. Zawierają po 2 nasiona.

## Biologia i ekologia
Występuje zarówno w lasach wilgotnych jak i w suchych zaroślach.

## Systematyka
Pozycja i podział według APWeb (2001...)
Rodzaj należący do rodziny dławiszowatych (Celastraceae R. Br.), rzędu dławiszowców (Celestrales Baskerville), należącego do kladu różowych w obrębie okrytonasiennych.
Wykaz gatunków
| - Reissantia angustipetala (H. Perrier) N. Hallé - Reissantia buchananii (Loes.) N. Hallé - Reissantia indica (Willd.) N.Hallé - Reissantia parviflora (N.E.Br.) N.Hallé |